# Z-Boys
"Z-Boys" ("Zephyr Competition Team") foi um grupo de skatistas de Santa Monica e Venice, Califórnia, formado nos anos 70. Os Z-Boys  são considerados um dos grupos mais influentes da história do skate vertical. Boa parte das manobras aéreas e de deslizamento (inventadas por eles) servem de base para o skate vertical até hoje.

## História

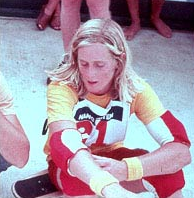
"Z-Boy" Stacy Peralta (1976).

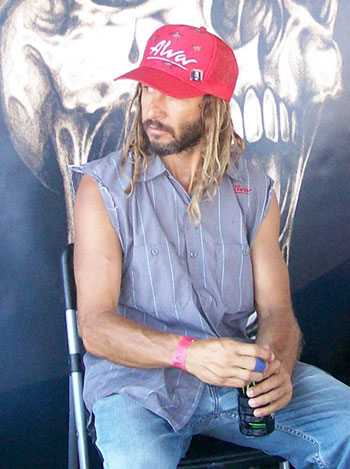
"Z-Boy" Tony Alva (2008).

Os Z-Boys: Jay Adams, Stacy Peralta, Tony Alva, Shogo Kubo, Bob Biniak, Nathan Pratt, Jim Muir, Allen Sarlo, Chris Cahill, Paul Constantineau, Peggy Oki e Wentzle Ruml (na década de 1970) formavam um time de garotos que andavam de skate e surfavam, pelo chamado Zephyr Team, em Venice na Califórnia. 
Todos eram garotos humildes, que contavam com o apoio de Skip (proprietário da loja Zephyr) e mostraram o seu potencial àqueles que "achavam que andavam de skate".  Os "Z-boys" revolucionaram o esporte desde a primeira vez que apareceram nos campeonatos de "elite". A partir daí, o Z-team dominou a cena do esporte nos EUA, sendo inclusive os responsáveis pelo Wall riding (modalidade que os Skatistas dropavam em paredes, manobra conhecida hoje como Wall ride) e pool riding (modalidade que os skatistas andavam em piscinas). 
Os "Z-boys" popularizaram o uso das piscinas (vazias) como circuito para praticar manobras de Skate. Na época eles invadiam as casas e passavam horas descendo as paredes, até que os donos ou a polícia aparecessem e os expulsassem. 
Atualmente as piscinas vazias (bowls) são usadas como circuito de competições profissionais, além de continuarem populares como ponto de encontro para a prática de skate entre os skatistas profissionais e amadores.

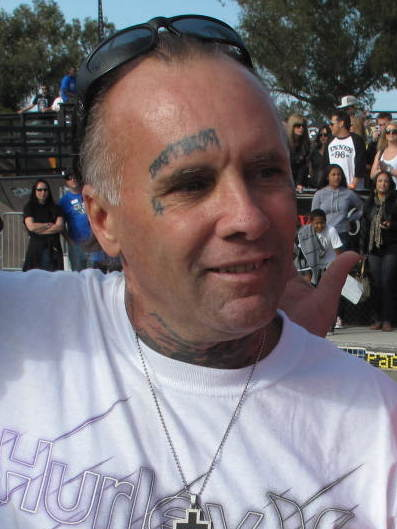
Z-Boy Jay Adams (2011).

### Registros
A popularidade dos "Z-boys" (no mundo inteiro) é tão grande que no início dos ano 2000 foram produzidos alguns documentos contando um pouco da história dos membros e do grupo "Z-boys".
Primeiro veio o livro "Dog Town - The Legend of The Z-Boys (2000)" contando em fotos e textos um pouco da história dos "Z-boys". Lançado no ano 2000 por  Glen E. Frideman (Pictures archive) e C.R.Stecyk III (The Original stories and selected images) e Publicado por Brurnisg Flags Press (N.Y).
Depois do livro veio o documentário: "Dogtown and Z-boys" - Documentário produzido em 2001 - pelo "Z-boy"' Stacy Peralta. Após o documentário veio o filme "The Lords of Dogtown" - longa-metragem produzido em 2005 - por Catherine Hardwicke, John Linson com roteiro do "Z-boy" Stacy Peralta, contando a história do grupo.

## Membros

### Membros Originais[1]
- Allen Sarlo

- Bob Biniak (02 de Junho de 1958  – 25 de Fevereiro de 2010)

- Chris Cahill (05 de Dezembro de 1956 – 24 de Junho de 2011)

- Jay Adams (03 de Fevereiro de 1961 – 15 de Agosto de 2014)

- Jim Muir

- Nathan Pratt

- Paul Constantineau

- Peggy Oki [2]

- Shogo Kubo (11 de Abril de 1959 – 24 de Junho de 2014)[3]

- Stacy Peralta

- Tony Alva

- Wentzle Ruml IV

### "Baby Paul" Cullen
- "Baby" Paul Culen (13 de Setembro de 1962 – 22 de julho de 2009)

Paul Cullen conhecido como "Baby Paul" foi o membro mais jovem da equipe da Zephyr, dos originais "Z-Boys". 
Nascido em 13 de Setembro de 1962 "Baby Paul" e faleceu no dia 22 de julho de 2009, vitima de uma overdose de heroína. Sua cerimônia foi na igreja católica em Venice, Califórnia.

### Outros membros
- Cris Dawson
- Dennis Harney
- Donnie Ohem
- Jose Galan
- Mad Dog Tingle
- Paul Hoffman
- Tommy Waller